# Asparagus umbellulatus
Asparagus umbellulatus là một loài thực vật có hoa trong họ Măng tây. Loài này được Bresler mô tả khoa học đầu tiên năm 1826.